# Geert Groote College
Het Geert Groote College (GGC) was een katholieke scholengemeenschap in Deventer. Ze had scholen voor gymnasium, atheneum, havo, mavo en vmbo.

## Geschiedenis
Het GGC werd opgericht in 1949 door de Stichting Carmelcollege als een katholieke HBS.. De lessen startten op 1 september 1949 in een pand aan de Raamstraat. Vanaf februari 1957 bood het GGC ook gymnasiumonderwijs.
Op 8 november 1960 werd een nieuw pand aan de Herman Boerhaavelaan in gebruik genomen. Het gebouw was ontworpen door de Apeldoornse architect Johannes Gerardina Antonius (Jan) van Dongen jr. (1896-1973).. Van Dongen ontwierp veel  voor katholieke organisaties, en ontwierp ook het Karmelietenklooster dat naast het GGC verrees.

## Naam
De school was genoemd naar de Deventenaar Geert Groote (1340 – 1384), theoloog, schrijver, kloosterhervormer en boeteprediker binnen de Katholieke Kerk.

## Brede scholengemeenschap
In 1996 fuseerde het GGC met de RK St. Bernardusscholen voor vbo en mavo tot een brede scholengemeenschap met scholen voor gymnasium, atheneum, havo, mavo en vmbo.

## Fusie
In 2000 ging het GGC op in het Etty Hillesum Lyceum (EHL). In het pand van het GGC werd “De Boerhaave”, een onderbouwschool voor havo, atheneum en gymnasium, van het EHL ondergebracht.

##### Rectoren van het Geert Groote College
- 1949 – 1970 – dr. T. M. M. (Theo) van Rooij O.Carm[8]
- 1970 – ≥1980[9] – drs. A.M. Fréquin (1925-1991)
- 1984 – 1993 – dr. A.H.J.M. Simons
- 1993 –2000 – mr. drs. R.W.J. (Romain) Rijk (1957)[10][11][12]